# Asados (España)
Asados (llamada oficialmente Santa María de Asados) es una parroquia española del municipio de Rianjo, en la provincia de La Coruña, Galicia.

## Entidades de población
Entidades de población que forman parte de la parroquia:
- A Devesa
- A Mámoa
- A Marquesa
- A Revolta
- Asadelos
- Atalaia (A Atalaia)
- Burés
- Castiñeiriña (A Castiñeiriña)
- Lustres
- Monte Grande
- O Laxido
- Outeiro
- Santa Lucía (A Santa Lucía)
- Somoza
- Suiglesia (Suigrexa)
- Vilas
- Villanustre (Vilanustre)

## Demografía
| Gráfica de evolución demográfica de Asados entre 2000 y 2019 |
|                                                              |
| Datos según el nomenclátor publicado por el INE.             |